# Тропи-Ельбльонські
Тропи-Ельбльонські (пол. Tropy Elbląskie, нім. Troop) — село в Польщі, у гміні Ельблонґ Ельблонзького повіту Вармінсько-Мазурського воєводства.
Населення — 94 особи (2011).
У 1975-1998 роках село належало до Ельблонзького воєводства.

## Демографія
Демографічна структура станом на 31 березня 2011 року:
|          | Загалом | Допрацездатний вік | Працездатний вік | Постпрацездатний вік |
| -------- | ------- | ------------------ | ---------------- | -------------------- |
| Чоловіки | 56      | 11                 | 42               | 3                    |
| Жінки    | 38      | 9                  | 21               | 8                    |
| Разом    | 94      | 20                 | 63               | 11                   |